# フィールーズ・シャー
フィールーズ・シャー（Firuz Shah, 1542年 - 1554年12月）は、北インド、 スール朝の第3代君主（在位：1554年）。

## 生涯
1554年11月、父で第2代君主のイスラーム・シャーが没したため、王位を継承した。父が没したときはわずか12歳であったため、実権は有力王族や貴族らに握られた。
だが即位からわずか1ヶ月足らずで、従兄のムハンマド・アーディル・シャーに背かれ、暗殺された。以後、スール朝では王族の内紛が激化し、衰退・崩壊の道を歩んだ。